# Вуди Вудпекер
Вуди Вудпекер (Woody Woodpecker в переводе с англ. — «дятел Вуди») — мультипликационный персонаж, эксцентричный антропоморфный дятел, герой мультфильмов анимационной студии Уолтера Ланца, распространяемых «Universal Pictures». Создан в 1940 году по зарисовкам Бена «Багза» Хардавэя, принимавшего участие также в разработке образов других эксцентричных персонажей — Багза Банни и Даффи Дака для студии Леона Шлезингера кинокомпании Warner Bros. в конце 1930-х годов. Является талисманом Universal Pictures.
13 сентября 1990 года Вуди получил звезду на Голливудской «Аллее славы».

## Описание
Вуди Вудпекер — непоседливый красноголовый дятел. Обладает жизнерадостным, но крайне назойливым характером, чем досаждает своим соседям-обывателям, охотникам и прочим антагонистам. Его главная способность и любимое занятие — долбить клювом всё деревянное, превращая предметы в дырявую рухлядь. В моменты триумфа над противником и после удачных шуток Вуди издаёт свой фирменный смех. Этот смех первоначально был придуман актёром озвучивания Мелом Бланком во время работы над прототипами Багза Банни в конце 1930-х годов. Начиная с 1940 года, образ Багза и его манера речи были окончательно сформированы, сумасшедший смешок был признан неподходящим к новому облику, и Бланк решил использовать его в озвучивании Вуди Вудпекера.
Некоторые при встрече с ним сходили с ума. Вуди ценит непоседливость, но также правдивость, доброту, труд и справедливость. Страдает лунатизмом. Так же дятел Вуди буквально «упрям как дятел» что служит причиной, некоторых забавных и нелепых ситуаций и приключений. (Один из примеров непобедимого упрямства дятла Вуди — мультфильм «Всеобщая паника» 1941 г.) Его мышление как жизненный девиз: «Когда все делают так, то я сделаю — наоборот!» Любит сам создавать себе (а иногда и остальным) трудности там где их нет, и выходить из них победителем. Не смотря на это, всегда выходит достойно из запутанных и сложных ситуаций, которые спровоцировал сам. Воспитывает двух племянников. Из домашних питомцев имеет жёлтого щенка Даффи.
Его любимая фраза «Угадай, кто?» (синоним «А вот и я!»).

## Персонажи сериала
Традиционные противники Вуди — его сосед, ворчливый морж Уолли (англ. Wally Walrus); его соседка, суровая учительница/начальница/домовладелица миссис Мини (англ. Mrs. Meany); прожорливый аллигатор Габби-Гатор (англ. Gabby Gator); бандит Дэппер Денвер Дули (англ. Dapper Denver Dooley); профессор Дилбундон (англ. professor Dilbundon). Однако самый заклятый враг Вуди и главный антагонист сериала — злобный гриф и преступник-рецидивист Базз Баззард (англ. Buzz Buzzard). В некоторых мультфильмах встречаются племянники Вуди — Волдырь и Заноза (англ. Knothead and Splinter), иногда — Чупчик и Щепочка, Пенька и Щепка. В поздних сериях у Вуди появился питомец — щенок жёлтого цвета.
В серии «Пропащий Вуди» впервые появляется девушка-дятел Винни Долгоклювка, а в более поздних сериях — и как самостоятельный персонаж, заменяющий Вуди. В официальном YouTube-сериале Woody Woodpecker фигурирует как полноценная подружка главного героя.
У Вуди есть родители. Его отец фигурирует в эпизоде «Нового шоу Дятла Вуди» Father’s Day, а мать — в эпизоде YouTube-сериала The Mother of All Problems. Причём если отец Вуди представлен как его уменьшенная копия со схожим характером, то его мать — довольно строгая и требовательная птица, недовольная образом жизни своего сына.

## История создания персонажа
В 1940 году Уолтер Ланц женился на актрисе Грейс Стэффорд. Во время их медового месяца они однажды услышали дятла, непрерывно стучавшего по их крыше, и тогда Грейс, вдохновившись, предложила использовать дятла в качестве мультперсонажа.
Следуя её совету, хоть и с небольшой долей скептицизма, Ланц впервые показал дятла Вуди в фильме про Энди Панду «Тук-тук». Нахальный по характеру, дятел был похож на раннего Даффи Дака (Daffy Duck), и самому Ланцу дятел понравился настолько, что он решил вывести его в самостоятельный сериал.
В первых трёх мультфильмах голосом Вуди был Мел Бланк (Mel Blanc). С 1941 года, когда Бланк заключил контракт с «Warner Brothers» и уволился из студии, голосом Вуди стал Бен Хардауэй (Ben Hardaway), до этого сочинявший шутки и остроты для сценария, в том числе и для мультфильма «Knock Knock». Но, несмотря на это, характерный смех Бланка использовался Ланцем вплоть до 1949 года.
В 1948 году «Песня Дятла Вуди» (поют Глория Вуд и Гарри Бэббитт) была номинирована на «Оскар». Мел Бланк предъявил Ланцу иск на полмиллиона долларов за то, что Ланц якобы использовал записи его смеха без разрешения. Однако суд вынес решение в пользу Ланца. Но даже выиграв дело, Ланц урегулировал дела с Бланком, заплатив ему некоторую сумму денег, когда тот проиграл апелляцию, и отправился на поиски нового голоса для дятла Вуди.
В 1950 году Уолтер Ланц провёл анонимное прослушивание. Первоначально, когда Грейс предложила свою роль в качестве голоса для Вуди, он отказал ей, поскольку дятел Вуди был мужским персонажем. Тогда Грейс втайне от мужа послала на прослушивание плёнку со своим голосом, и Ланц, не зная, чей это был голос, выбрал её для озвучивания дятла. Первоначально про Грейс не писали в титрах, поскольку она считала, что если дети узнают о том, что Вуди озвучивала женщина, их это разочарует. Как бы то ни было, вскоре она стала получать удовольствие от работы и позволила писать своё имя в титрах.
Её версия дятла была дружелюбнее, по сравнению с «маньяком»-Вуди 1940-х годов. Художники «Walter Lantz Productions» специально изменили персонаж Вуди под характер Грейс и её личностные особенности. В то же время, после таких изменений поначалу Вуди стал практически бессловесным: в сериях 1950—1952 годов использовался лишь смех Стэффорд и некоторые звуки типа нервного вскрика, а в сериях Woodpecker in the Rough и Termites from Mars Вуди произносил лишь 1—2 реплики. Только с серии What’s Sweepin' (1953) он вновь стал «говорящим», и впоследствии Грейс Стэффорд озвучивала Вуди до самого конца производства мультфильма в 1972 году, а также временами появлялась в других мультфильмах студии.

## Озвучивание
- Мел Бланк (1940—1941)
- Бен Хардавэй (1942—1949)
- Грэйс Стэффорд (1950—1985)
- Черри Дэвис (1988 гг.)
- Билли Уэст (1999—2002)
- Эрик Бауза (с 2017)

## Фильмография

### Приключения Вуди и его друзей
- Вуди Вудпекер (англ. Woody Woodpecker; The Cracked Nut), 1941
- Гонщик без тормозов; Дураки на дороге; Колесная проказа (англ. The Screwdriver), 1941

- Всеобщая паника; Немедленная ситуация; С тревогой шутки плохи! (англ. Pantry Panic), 1941
- Голливудский матадор; Матадор из Америки; Звезда-Матадор (англ. The Hollywood Matador), 1942
- Самолётный кочегар; Воздушный ас в беде (англ. Ace in the Hole), 1942
- Должник-незнакомец; Одинокий странник (англ. The Loan Stranger), 1942
- Кручёный мяч (англ. The Screwball), 1943
- Диззи Акробат; Акробат поневоле (англ. The Dizzy Acrobat), 1943
- Бензиновый воришка; Бензин на вылет; Воришка бензина (англ. Ration Bored), 1943
- Севильский цирюльник; Стрижка прошлого века (англ. The Barber of Seville), 1944
- Озорник на пляже (англ. The Beach Nut), 1944
- Лыжи для двоих; Все из-за лыж; Лыжню только парами (англ. Ski for Two), 1944
- Жуй-жуй, детка (англ. Chew-Chew Baby), 1945
- Вуди обедает вне дома; Когда едят за пределами (англ. Woody Dines Out), 1945
- Диппи Дипломат (англ. The Dippy Diplomat), 1945
- Пустая голова (англ. The Loose Nut), 1945
- Кто кого сварит? (англ. Who's Cookin' Who?), 1946
- Друзья купаются; Командная мойка; Вместе чище станем; Объединённые на мойку (англ. Bathing Buddies), 1946
- Беспечный водитель (англ. The Reckless Driver), 1946
- Хорошая погода, черти; Ну и выживание на острове; Друзья на голодный желудок; Жареные друзья (англ. Fair Weather Fiends), 1946
- Копчёные окорочка; Обкопчённые; Закат на мясное; Полнолунный фокус дымка и мяса (англ. Smoked Hams), 1947
- Кукушка; Полёт над кукушкиными часами (англ. The Coo Coo Bird), 1947
- Хорошо подмасленные; Хорошо смазано (англ. Well Oiled), 1947
- Отличный шар; Суматоха из-за шара; Не стоит играть рядом с курятником!; Солидная игра одинаковых значений (англ. Solid Ivory), 1947
- Вуди — победитель великанов (англ. Woody the Giant Killer), 1947
- Шляпник; Суматоха из-за шляпы (англ. The Mad Hatter), 1948
- Настоящие охотники за обедами; Оглоеды на банкете; Обжоры на вечеринке (англ. Banquet Busters), 1948
- Шалунишка; Любимый твоим; Вот тебе и малыш (англ. Wacky-Bye Baby), 1948
- Мокрая всеобщая лотерея; Политика мокрого одеяла; Подмоченный страховой полис (англ. Wet Blanket Policy), 1948
- Сумасбродство и Вуди!; Вуди на Диком Западе! (англ. Wild and Woody!), 1948
- Просто объедение; Восторг Друлера (англ. Drooler's Delight), 1949[к 1]
- Пони Экспресс; Неважнецкий курьер (англ. Puny Express), 1950
- Сладких снов!; Спокойной ночи! (англ. Sleep Happy), 1951
- Хитрые воротца (англ. Wicket Wacky), 1951
- Рогатка калибра шесть и семь восьмых; Испытание рогатки; Часть половины калибры, дается рогатки (англ. Slingshot 6 7/8), 1951
- Воришка из соснового леса, Зимняя голодовка, Стрекозёл и муравьи (англ. The Redwood Sap), 1951
- Полька Вуди Вудпекера; Полька дятла Вуди; Полька для Вуди (англ. The Woody Woodpecker Polka), 1951
- Магазинный воришка, Назначение фрикаделек, Невидимый Вуди (англ. Destination Meatball), 1952
- Рождённый долбить; Рождаются те, кто с талантом стучать (англ. Born to Peck), 1952
- Розыгрыш; Всего надо пошутить; На Западе шутка!; Каньонские игры; Дураки в пустыне (англ. Stage Hoax), 1952
- Вуди Вудпекер в гористой местности; Дятел в гористой местности; Гольф и горы (англ. Woodpecker in the Rough), 1952
- Обработка скальпов; Сувениры индейца; Всего-то на волосе заработать!; Охота на скальпы (англ. Scalp Treatment), 1952
- Большие гонки; Настоящие погони на ярмарке; Цирк и бега; Круто веселиться в цирке! (англ. The Great Who-Dood-It), 1952
- Термиты с Марса; Марсианские термиты (англ. Termites from Mars), 1953
- Как подметается; Каково подметать; Что подметаем на халяву?; Вечная подметалка (англ. What's Sweepin'), 1953
- Вуди против пирата; Битва против пирата (англ. Buccaneer Woodpecker), 1953
- Операция «Опилки»; Лесные задатки; Каково быть лесничим; От чего зовутся дровосеки (англ. Operation Sawdust), 1953
- Кто остался после боя; Острая битва; Поединок на боях (англ. Wrestling Wrecks), 1953
- Галантные кавалеры; Совет об учении швейцара (англ. Belle Boys), 1953
- Гипнотизёр-самоучка; Гипно-Самоделкин; Самоучитель гипноза; Простофильная наука гипноза (англ. Hypnotic Hick), 1953
- Горячий полдень, или 12 часов дня для точности; Жаркий полдень, или 12 дня для точности (англ. Hot Noon, or 12 O'Clock For Sure), 1953
- Морока в Марокко (англ. Socko in Morocco), 1954
- В гости к Бали; Бали на острый вкус (англ. Alley to Bali), 1954
- Вуди — жертва шпиона; Вуди — под влиянием шпиона (англ. Under the Counter Spy), 1954
- Торгаш хот-рода; Не обманешь, не продашь; Лже-продажа (англ. Hot Rod Huckster), 1954
- Так держать, Вуди; Пропащий Вуди (англ. Real Gone Woody), 1954
- Страсти в мире пернатых; Только пернатым не хватает страсти; Причем тут страсти (англ. A Fine Feathered Frenzy), 1954
- Концерт для рояля с бандитом; Бандиты и музыка; Музыкальная концертная показуха (англ. Convict Concerto), 1954
- Дом вверх дном; Кто останется дома; Соревнования на вылет; Скорлупичное гостеприимство (англ. Helter Shelter), 1955
- Метла - не роскошь, а средство передвижения, Метла на заказ, Ведьмины штучки, Волшебные метлы для вкуса (англ. Witch Crafty), 1955
- Частный детектив Сопелка; Великий пернатый сыщик (англ. Private Eye Pooch), 1955
- Беспорядок перед сном[англ.]; Сонный бедлам; Заказной для сонного дурака (англ. Bedtime Bedlam), 1955
- Крутые перестрелки (англ. Square Shootin' Square), 1955
- Мошенники; Быстрые деньги; Кому-то хочется легких дел (англ. Bunco Busters), 1955
- Медик деревьев; Доктор деревьев (англ. The Tree Medic), 1955
- За шаром (англ. After the Ball), 1956
- Старая сказка (англ. Get Lost), 1956
- Вождь Чарли Кобыла (англ. Chief Charlie Horse), 1956
- Дятел с Марса; Марсианский Дятел; Всеми удобствами марсианского дятла (англ. Woodpecker from Mars), 1956
- Зов кукушки; Кукушкин ход; Вызов всех кукушек; Прошу, вызывайте всех кукушек (англ. Calling All Cuckoos), 1956
- Дураки у Ниагарского водопада; Ниагарские фокусы; Ничто не делается на Ниагаре (англ. Niagara Fools), 1956
- Портрет цветка; Цветы и художества (англ. Arts and Flowers), 1956
- Вуди встречается с Дэйви Ёжиком (англ. Woody Meets Davy Crewcut), 1956
- Хулиган с красной шапочкой (англ. Red Riding Hoodlum), 1957
- Ограбление товарного вагона (англ. Box Car Bandit), 1957
- Несносный коммивояжёр (англ. The Unbearable Salesman), 1957
- Роль дятла в истории; Международный дятел (англ. International Woodpecker), 1957
- Поймайте Дятла (англ. To Catch a Woodpecker), 1957
- Полёт на Марс; Эксперимент для полетов на Марс; Марсианские учения (англ. Round Trip to Mars), 1957
- Допи Дик — розовый кит (англ. Dopey Dick the Pink Whale), 1957
- Кормилец и сын (англ. Fodder and Son), 1957
- Неуправляемая ракета (англ. Misguided Missile), 1958
- Как наблюдать птичек (англ. Watch the Birdie), 1958
- Искатели затерянного клада (англ. Half Empty Saddles), 1958
- Его главный эльф (англ. His Better Elf), 1958
- Бизнес-тур на Эверглейдские острова; Все хотят крокодиловую кожу; Сверху дела или кому нужен лес Эверглейд (англ. Everglade Raid), 1958
- Три дерева - уже лес (англ. Tree’s a Crowd), 1958
- Нервный шут; Лже-шут; Шут на замену (англ. Jittery Jester), 1958
- Поединок с котом Томом (англ. Tomcat Combat), 1959
- Полный завал (англ. Log Jammed), 1959
- Вуди - цепной дятел закона (англ. Panhadle Scandal),1959
- Вуди на Луне (англ. Woodpecker in the Moon), 1959
- Меткая птаха (англ. The Tee Bird), 1959
- Сорванец на болоте (англ. Romp in a Swamp) 1959
- Детская лига; Лига Детей (англ. Kiddie League) 1959
- Ошибка ценой в миллион (англ. Billion Dollar Boner) 1960
- Верная рука; Вуди — верная рука (англ. Pistol Packin' Woodpecker), 1960
- Пижон-охотник (англ. Heap Big Hepcat) 1960
- Телеигра; Азартный ход; Что наша жизнь, телеигра! (англ. Ballyhooey) 1960
- Как набить из дятла чучело (англ. How to Stuff a Woodpecker) 1960
- Шумотерапия (англ. Bats in the Belfry) 1960
- Кровная вражда (англ. Ozark Lark) 1960
- Жаркое южное гостеприимство (англ. Southern Fried Hospitallty) 1960
- Соколиная охота (англ. Fowled up Falcon) 1960
- Остров без сокровищ; Если есть остров, а сокровищ нет (англ. Poop Deck Pirate) 1961
- Птица, прилетающая к обеду; Кто такая эта птица, которая идет на обед?; Незаслуженный гость с обеда (англ. The Bird Who Came to Dinner) 1961
- Обед Габби; Крокодильи закуски (англ. Gabby’s Diner) 1961
- Кошачьи страдания (англ. Sufferin’ Cats) 1961
- Франкенштейн в курином деле; Ученью на перья; Механизм при деле; Проверка на интеллект (англ. Franken-Stymied) 1961
- Выходной у шофёра автобуса (англ. Busman’s Holliday) 1961
- Фантом Вестерн (англ. Phantom the Horse Opera) 1961
- Рагу из крокодила (англ. Woody’s Kook-Out) 1961
- Колыбельная для аллигатора (англ. Rock-a-Bye Gator) 1962
- Ломать - не строить (англ. Home Sweet Homewrecker) 1962
- Жизнь под напряжением (англ. Room and Bored) 1962
- Ракетный рэкет (англ. Rocket Racket) 1962
- Нерадивый завхоз; Неаккуратный сторож (англ. Careless Careteker) 1962
- Трагическая магия (англ. Tragic Magic) 1962
- Вуди и вуду; Вуду аж Вуди не пригоден (англ. Voo-Doo Boo-Boo) 1962
- Как трудно быть вороной; Каково быть в шкуре вороны (англ. Crowin’ Pains) 1962
- Несносный красный кепарик (англ. Little Woody Riding Hood) 1962
- Прожорливый Габби Гатор (англ. Greedy Gabby Gator) 1963
- Вуди Робин Гуди (англ. Robin Hoody Woody) 1963
- Заяц Вуди (англ. Stowaway Woody) 1963
- Мастер фотозатвора (англ. The Shutter Bug) 1963
- Приманка с обманом (англ. Coy Decoy) 1963
- Жилищный рэкет (англ. The Tenant’s Racket) 1963
- Лопух в седле (англ. Short in the Saddle) 1963
- Вигвам на двоих; Не умеют делиться, зачем же гости?; Коренной и не коренной житель (англ. Tepee for Two) 1963
- Ненаучная фантастика (англ. Science Friction) 1963
- Доктора Вуди вызывали? (англ. Calling Dr Woodpecker) 1963
- Глупый лис (англ. Dumb Like a Fox) 1964
- Ковбой Вуди (англ. Saddle Sore Woody) 1964
- Парикмахерская Вуди (англ. Woody's Clip Joint) 1964
- Скупой дятел; Навестили родственника; Сезонная миссия ради тепла (англ. Skinfolks) 1964
- Проваливай отсюда, щенок! (англ. Get Lost! Little Doggy) 1964
- Вуди с большой дороги (англ. Freeway Fracas) 1964
- Падение Рима (англ. Roamin' Roman) 1964
- Три маленьких дятла (англ. Three Little Woodpeckers) 1965
- Разыскивается дятел (англ. Woodpecker Wanted) 1965
- Птицы одного полёта (англ. Birds of a Feather) 1965
- Собачья жизнь (англ. Canned Dog Feud) 1965
- Дженни, держись за пистолет! (англ. Janie, Get Your Gun) 1965
- Верные друзья (англ. Sioux Me) 1965
- Что-то там наклёвывается (англ. What's Peckin) 1965
- Стойкая красная шапочка (англ. Rough Riding Hood) 1966
- Одинокий воин (англ. Lonesome Ranger) 1966
- Вуди и волшебные бобы (англ. Woody and the Beanstalk) 1966
- Большой укус; Укуси меня, дворняга; Погоня за свободу пса; Свобода больших зубов (англ. The Big Bite) 1966
- Удальцы во дворце (англ. Hassle in a Castle) 1966
- Космический глупый Вуди; Охота за ракету; Месть за космос; Всем нужней, всем космос (англ. Astronut Woody) 1966
- Археология всмятку (англ. Practical Yolk) 1966
- Кто же монстр?; Совершенный монстр; За себя, монстра и личной красоты (англ. Monster of Ceremonies) 1966
- Неженка-шериф (англ. Sissy Sheriff) 1967
- Имею ружье, но не могу путешествовать, Всего потребуется пушка и бандит (англ. Have Gun, Can’t Travel) 1967
- Морской сумасшедший; Охота на море; Самое время повеселиться между сокровищами (англ. The Nautical Nut) 1967
- Горячий хот-дог; Свежий хот-дог; Хот-дог только тем, кому надо (англ. Hot Diggity Dog) 1967
- Лошадиные игры; Игра с конем; Да пускай пойдет конь играть (англ. Horse Play) 1967
- Секретный агент; Агент 00-Вуди; Охота на преступника (англ. Secret Agent Woody Woodpecker) 1967
- На счастье; Везунчик; Просто повезло; Вкус удачи (англ. Lotsa Luck) 1968
- Пройдоха в седле; Настоящий умник за почтой (англ. Fat in Saddie) 1968
- Дырявые неприятности (англ. Peck of Trouble) 1968
- Вуди-нахлебник; Жадный гость; Незваный болван; Кто хочет бесплатно поесть и отдыхать… (англ. Woody the Freeloader) 1968
- Воюя, враждуя и ссорясь; Вуди вступает в конфликт; Соль деревенских ссор; Все когда-нибудь ссорятся (англ. Feudin Fightin-N-Fussin') 1968
- Вуди в Багдаде; Арабские шутки; Невозможно быть в пустынном городе (англ. A Lad in Bagdad) 1968
- Захолустный городишка (англ. One Horse Town) 1968
- Ни хвоста, ни чешуйки (англ. Hook Line and Stinker) 1969
- Удалой комарик; Хитрый комар; Да восстает комар у Вуди; Не трогай комара (англ. Little Skeeter) 1969
- Рыцарь Вуди и его конь; Сэр Вуди; Вуди без ума и страха с конем (англ. Woody’s Knight Mare) 1969
- К чему приводит жадность; Голодный аппетит жадности; Жадный аппетит (англ. Tumble Weed Greed) 1969
- Вуди на корабле (англ. Ship A’hoy Woody) 1969
- Доисторический супер-коммивояжёр; Восход техно-делишек (англ. Prehistoric Super Salesman) 1969
- Тёмная лошадка (англ. Phoney Pony) 1969
- Потерявшийся тюлень (англ. Seal on the Loose) 1970
- Дикий Билл Икота (англ. Wild Bill Hiccup) 1970
- Кокосовое помешательство (англ. Coo Coo Nuts) 1970
- Умники из высотки (англ. Hi-Rise Wise Guys) 1970
- Семейный вигвам для Бастера; Индейцы нужны жены; Испытания любви (англ. Buster’s Last Stand) 1970
- Свистать всех наверх; Корабль на мачте; Все из-за пирата (англ. All Hams on Deck) 1970
- Фонтан-обман; Дураки и деньги для фонтана; Глупые фонтанчики (англ. Flim Flam Fountain) 1971
- Тихий час с боем (англ. Sleepy Time Chimes) 1971
- Горе-новобранец (англ. The Reluctant Recruit) 1971
- Как изловить дятла (англ. How to Trap a Woodpecker) 1971
- Волшебная палочка Вуди (англ. Woody’s Magic Touch) 1971
- Городской котик (англ. Kitty from the City) 1971
- Мишка в спячке (англ. The Snoozin' Bruin) 1971
- Похищение Вуди (англ. Shanghai Woody) 1971
- Испытание по-индейски (англ. Indian Corn) 1972
- Вуди-золотоискатель (англ. Gold Diggin' Woodpecker) 1972
- Дырявые столбцы; Дырявые столбы; Кто стучит в столб, дырки появится; Облом со столбами (англ. Pecking Holes in Poles) 1972
- Острый соус с фасолью; Не заплатишь — не уйдешь!; Закуска с фасолью (англ. Chilly Con Corny) 1972
- Пес-шоумен (англ. Show Biz Beagle) 1972
- Любовь к пицце (англ. For the Love of Pizza) 1972
- Джин с мягкими лапками; Бракованный джин (англ. The Genie with the Light Touch) 1972
- Прощай, любимая школа! (англ. Bye, Bye, Blackboard) 1972

#### Трансляция в России
В России мультсериал «Приключения Вуди и его друзей» дебютировал в январе 1996 года на канале ОРТ в программе «Мультфейерверк». С 6 сентября 1999 года он транслируется на канале СТС.

### Шоу Вуди Вудпеккера
30-минутный американский телесериал, состоящий из короткометражных мультфильмов о Вуди и других персонажах Уолтера Ланца, в том числе Энди Панде, Чилли Вилли, Медвежьей семье и инспекторе Уиллоуби, выпущенных ранее. Выходил с 1957 до 1977 года. Включал в себя 5 сезонов.

### Шоу Дятла Вуди 1987
«Шоу Дятла Вуди» — это синдицированный сериал-антология, который начал транслироваться в 1987—1998 годах на различных синдицированных телеканалах. Сериал продолжал выходить в эфир до 1998 года. Примерно в это же время Cartoon Network получила права на повторный показ и в течение нескольких месяцев транслировала «Шоу Вуди Дятла», после чего сериал исчез с телевидения. Удивительно, но в этой версии «Шоу Вуди Дятла» нет мультфильмов с участием семьи Медведей. На данный момент единственное что осталось от сериала это заставка и титры.

### Новое шоу Дятла Вуди
157 7-минутных эпизодов, снятых с 1998-го по 2002 годы.

### Фильмы
- «Вуди Вудпеккер» — американский комедийный фильм 2017 года режиссёра Алекса Замма.
- «Кто подставил кролика Роджера» — эпизод в конце фильма.
- «Вуди Вудпекер в летнем лагере» — американский фильм про Дятла Вуди 2024 года, выпущенный Netflix; этот фильм является продолжением «Вуди Вудпеккер». Фильм является 2-м фильмом в серии по франшизе Дятла Вуди.

### Youtube-шоу
«Вуди Вудпеккер» — анимационный веб-мультсериал, выходящий на Youtube-канале Woody Woodpecker Архивная копия от 14 февраля 2019 на Wayback Machine с 2018 года.

## Релизы VHS и Laserdisc
В США в начале 1980-х годов «MCA Videocassete» выпустила первые сборники мультфильмов «Вуди Вудпекер и его друзья» на VHS, причём в дополнение к самому первому сборнику вышел документальный фильм «Walter, Woody, and the World of Animation: The Walter Lantz Story». Перевыпущен позже видеокомпанией «MCA Home Video». В Европе, Японии и других странах мира сборники мультфильмов выпущены на VHS и Laserdisc компанией «CIC Video».

## Видеоигры
В 1994 году были выпущены 3 консольные видеоигры «Вуди Вудпекер» для приставки «3DO Interactive Multiplayer». В 1995 году была выпущена бразильская версия консольной видеоигры «Разочарованный отдых дятла Вуди» (Férias Frustradas do Pica-Pau) фирмой «Tectoy» для приставки «Sega Mega Drive», а годом позже — для «Sega Master System». В 2002 компания Cryo Interactive выпустила игру «Вуди Вудпекер» («Woody Woodpecker») для персональных компьютеров на базе ОС Windows, также присутствовал в игре Universal Studios Theme Parks Adventure 2001.

## Камео
- В мультфильме $21 a Day (Once a Month) Дятел Вуди ходил перед игрушечными солдатиками, а потом упал вниз.
- В мультфильме Pixie Picnic гном держал в руках Дятла Вуди, потом Дятел Вуди стучал клювом барабан, а потом гном смотрел на него.
- В художественном фильме Ирвина Пичела / Irving Pichel «Место назначения - Луна» / «Destination Moon» (1950) показывают обучающий мультфильм (характерный для 1950-х) с Вуди о возможности полета в космос.
- Дятел Вуди дважды появляется в мультсериале «Чилли Вилли», один раз он отправляет под лёд охотника, пародирующего его смех, в другой раз, по просьбе пингвина, проклёвывает воздушный шар, на котором летит Смедли.
- В мультсериале «Инспектор Уиллоби» появляется игрушка в виде головы Дятла Вуди в серии Дело о рубине Красный Глаз, а в серии Похитительница бриллиантов Инспектор превращается в Дятла Вуди, отведав превращательных пилюль.
- В фильме «Сын маски» ребёнок превращался в дятла Вуди и смеялся как он.